# Abitibi-Témiscamingue

Abitibi-Témiscamingues läge i Québec.

Abitibi-Témiscamingue är en administrativ region i västra Québec i Kanada. Regionen täcker 57 674,26 km² och hade 143 872 invånare vid folkräkningen 2006. De största städerna är Rouyn-Noranda och Val-d'Or.
Regionen gränsar i väster och sydväst mot Ontario, delvis längs Ottawafloden, i sydost mot Outaouais, i öster mot Mauricie och i norr, längs 49:e breddgraden, mot Nord-du-Québec.
Namnet Abitibi är algonkinska för vattendelare, i det här fallet mellan Saint Lawrencefloden och Hudson Bay. Témiscamingue kommer av de algonkinska orden timi, djup, kami, sjö, och ing, vid, och syftar på områdets läge vid den djupa sjön, Lac Témiscamingue.

## Historia
Området befolkades först för cirka 8000 år sedan av algonkiner. Det utforskades av Pierre-Esprit Radisson 1670 som en del av utvecklingen av pälshandeln i Nya Frankrike och området runt Hudson Bay. Fort Témiscamingue, som byggdes 1720 på östra sidan av Lac Témiscamingue, var en viktig mötesplats längs pälshandelsvägarna.
Témiscamingue, den södra delen av dagens region, kom att ingå i Nedre Kanada, medan Abitibi, den norra delen, ägdes av Hudson's Bay Company. 1868 köptes Hudsons Bay Companys land av den nybildade staten Kanada och kom att ingå i Northwest Territories. Témiscamingue tillhörde då den likaledes nybildade provinsen Québec, som bildats av det område som varit Nedre Kanada fram till 1841. Den federala lagen Quebec Boundary Extension Act trädde i kraft 1898 och ledde till att Abitibi överfördes till Québec.
Området började utvecklas under slutet på 1800-talet och början av 1900-talet. Först koloniserades den södra delen, men under första världskriget och mellankrigstiden försköts inflyttningen till området runt National Transcontinental Railway. Den stora depressionen ledde till en ny inflyttningsvåg.
Gruvindustrin, som baseras på guld och koppar, bidrog också till regionens tillväxt. Nya städer grundades, som Rouyn och Noranda 1926 och Val-d'Or 1934. Gruvbrytning är än idag basen för regionens ekonomi.
Under 1960- och 1970-talen ledde utbyggnaden av vattenkraft i Nord-du-Québec att även Abitibi-Témiscamingues betydelse som handelscentrum stärktes. Förutom med Nord-du-Québec har regionen kulturella, ekonomiska och sociala kopplingar till nordöstra Ontario. Däremot är den än idag relativt isolerad från de centrala delarna av Québec.

## Naturgeografi
Den södra delen av regionen täcks av blandskog, medan barrskog täcker den norra delen. Regionen har ett kontinentalt, fuktigt klimat, med stora temperaturvariationer jämfört med andra delar av Québec eftersom den ligger i inlandet, närmare Hudson Bay än Saint Lawrenceviken.

## Ekonomi
Gruvindustri är den viktigaste näringsgrenen. Jord- och skogsbruk är fortfarande viktiga, trots att sysselsättningen har minskat i dessa näringsgrenar.

## Administrativ indelning
Regionen är indelad i fyra sekundärkommuner (municipalités régionales de comté), samt en stad och fyra indianreservat som står utanför sekundärkommunindelningen.

### Municipalités régionales de comté
- Abitibi (centralort Amos)
- Abitibi-Ouest (centralort La Sarre)
- La Vallée-de-l'Or (centralort Val-d'Or)
- Témiscamingue (centralort Ville-Marie)

### Städer med sekundärkommunala befogenheter
- Rouyn-Noranda

### Indianreservat
- Kebaowek (räknas till Témiscamingue i vissa sammanhang)
- Lac-Simon (räknas till La Vallée-de-l'Or i vissa sammanhang)
- Pikogan (räknas till Abitibi i vissa sammanhang)
- Timiskaming (räknas till Témiscamingue i vissa sammanhang)